# نصف دولار إلينوي المئوي
نصف دولار إلينوي المئوي هو قطعة تذكارية بقيمة 50 سنتًا سُكت بواسطة مكتب سك العملة الأمريكي في عام 1918. صُمم الوجه الأمامي، الذي يصور أبراهام لينكولن، بواسطة كبير النقاشين جورج تي مورجان؛ أما الوجه الخلفي، يعتمد على ختم إلينوي، صممه مساعده وخليفته جون آر سينوك. يعتمد وجه مورغان على التمثال الذي صنعه أندرو أوكونور.
أرادت ولاية إلينوي إقامة نصب تذكاري لإحياء الذكرى المئوية لانضمامها إلى الاتحاد عام 1818، وفي عام 1918، قُدم تشريع إلى الكونغرس لتحقيق هذا الهدف. لم يواجه هذا القانون أي معارضة، على الرغم من إدخال العديد من التعديلات عليه أثناء العملية التشريعية. بعد إقرار العملة، أنتج النقاشان تصميمات، لكن وزير الخزانة ويليام جي. ماكادو طلب إجراء بعض التغييرات، ولم تُجرى جميعها.
سُكت العملات المعدنية في أغسطس 1918، وبيعها للجمهور بسعر دولار واحد لكل منها. بيعت جميعها، مع أن العديد منها ظلّ محتفظًا به لدى أحد البنوك حتى عام 1933، استُخدمت الأرباح لتغطية تكاليف احتفالات المئوية المحلية أو لمساعدة المحتاجين بسبب الحرب العالمية الأولى. أُعجب الكُتاب اللاحقون بهذه العملة المعدنية بشكل عام، واعتبروها من أجمل العملات التذكارية الأمريكية. وتقدر قيمة هذه العملة بمئات الدولارات اليوم، على الرغم من أن العينات الاستثنائية تباع بسعر أعلى.

## تشريع
أرادت ولاية إلينوي إصدار عملة تذكارية بمناسبة الذكرى المئوية لانضمامها إلى الاتحاد عام 1818. قُدم مشروع قانون من شأنه تحقيق ذلك، وهو مشروع قانون رقم 8764، إلى مجلس النواب الأمريكي في 16 يناير 1918، من قِبل لورين إي. ويلر من تلك الولاية. أُحيل إلى لجنة العملات، الأوزان، والمقاييس، التي عقدت جلسات استماع في 5 مارس. وأخبر ويلر اللجنة (التي لم يكن عضوًا فيها) أن هناك رغبة في الحصول على هذه العملات المعدنية لتوزيعها خلال الاحتفالات في إلينوي. ذهب لرؤية وزير الخزانة ويليام جي ماكادو ومدير دار سك العملة ريموند تي بيكر. لم يكن لدى أي منهما أي اعتراض على التشريع، على الرغم من أن ماكادو أوضح أن المشكلة مع العملات التذكارية هي أنها لم تبع بالقدر المتوقع، وارجاع العديد منها إلى دار سك العملة من أجل صهرها. بعد أن أخبر ويلر المسؤولين عن اجتماعه، أوضح للجنة أن العملات المعدنية شراؤها من قِبل أمين خزانة ولاية إلينوي، وبالتالي لن تكون هناك إرجاعات. تساءل جيمس إل. سلايدن من تكساس عن التكلفة التي ستتحملها الحكومة الفيدرالية، لكن ويلر لم يكن يعلم. سأل سلايدن عن تكلفة دولار نصب ميلاد ماكينلي التذكاري لعامي 1916 و1917، وقال ويليام أ. أشبروك من ولاية أوهايو، رئيس اللجنة، إن تكلفة القوالب تحملتها المجموعة التي اشترت العملات المعدنية من الحكومة؛ واقترح أشبروك تعديل مشروع القانون لتوضيح أن هذه ستكون تكلفة تدفعها ولاية إلينوي. لم يكن لدى ويلر أي اعتراض، وذكر أنه لتجنب الإرجاع، من الأفضل أن يقتصر الإصدار على 100 ألف قطعة نقدية بدلاً من 200 ألف قطعة نقدية كما هو الحال في الفاتورة الأصلية. ثم سأل آشبروك ما إذا كانت اللجنة المئوية ستبيع العملات المعدنية بسعر أعلى، أنكر ويلر ذلك، مشيرًا إلى تداولها مثل أي نصف دولار آخر. واختتمت بذلك جلسة الاستماع العامة حول مشروع القانون، حيث قررت اللجنة اتخاذ المزيد من الإجراءات في جلسة تنفيذية.
في 12 مارس، قدم أشبروك تقريرًا نيابة عن لجنته يوصي بإقرار مشروع القانون بمجرد تعديله لتقليل عدد القطع النقدية المسموح بها من 200 ألف إلى 100 ألف قطعة وإضافة بيان مفاده أن حكومة الولايات المتحدة لن تكون مسؤولة عن تكلفة القوالب.
قدم ويلر مشروع القانون في مجلس النواب في 6 أبريل 1918. استُجوب من قِبل كلود كيتشن من ولاية كارولينا الشمالية، الذي سأل عما إذا كانت هناك توصية بالإجماع من قِبل اللجنة، وما إذا كان ماكادو وبيكر وافقا على مشروع القانون، وما إذا كانت هناك سابقة لنصف دولار تكريمًا لمئوية الولاية (لم تكن هناك). طمأن ويلر كيتشن بشأن إجماع اللجنة، وموافقة المسؤولين، لكنه لم يُجب على سؤال المئوية بشكل قاطع، استشهد بدلاً من ذلك بحالات من إصدارات تذكارية سابقة (دولار معرض شراء لويزيانا والعملات التذكارية لبنما والمحيط الهادئ). تدخل آشبروك مؤكدا لكيتشن أن لجنته وافقت على القرار بالإجماع. ولم يكن لدى كيتشن المزيد من الأسئلة، وافق مجلس النواب على مشروع القانون دون تصويت مسجل.
أُحيل مشروع القانون رقم 8742 إلى مجلس الشيوخ، حيث احيل إلى لجنة الخدمات المصرفية والعملة. قدم رئيس تلك اللجنة، روبرت إل. أوين من ولاية أوكلاهوما، تقريراً يتضمن تعديلاً إلى مجلس الشيوخ بكامل هيئته، حيث نظر في مشروع القانون في 21 مايو/أيار 1918. ينص مشروع القانون الذي أقره مجلس النواب على أن القوانين المتعلقة بالعملات المعدنية الثانوية للولايات المتحدة (السنت والنيكل) تنطبق على العملة المعدنية؛ وغُير هذا لينص على أن القوانين المتعلقة بالعملات المعدنية الفضية الفرعية (التي كان نصف الدولار) سوف تنطبق. أُقر مشروع القانون كما عُدل دون اعتراض. وفي وقت لاحق من اليوم، أدلى السيناتور إلينوي جيمس هاميلتون لويس ببيان ادرج في السجل الكونغرسي في هذه المرحلة، أشاد بمرور هذا التكريم إلى ولايته الأم، مشيرًا إلى أن "أكثر من مائة ألف من أبنائها" كانوا يُنشرون في ساحات القتال في الحرب العالمية الأولى .
وبما أن النسختين اللتين أقرهما المجلسان لم تكونا متطابقتين، عاد مشروع القانون إلى مجلس النواب، حيث نجح كارل هايدن من ولاية أريزونا في 25 مايو/أيار في تحريك موافقة مجلس النواب على تعديل مجلس الشيوخ. رأى رئيس مجلس النواب، تشامب كلارك، أن عنوان مشروع القانون ربما يتعين تغييره لأسباب لم يشرحها، لكن هايدن لم يوافق على ذلك، ولم يصر كلارك على وجهة نظره. وأقر مجلس النواب مشروع القانون، وإقراره بتوقيع الرئيس وودرو ويلسون في 1 يونيو عام 1918.

## التحضير والتصميم

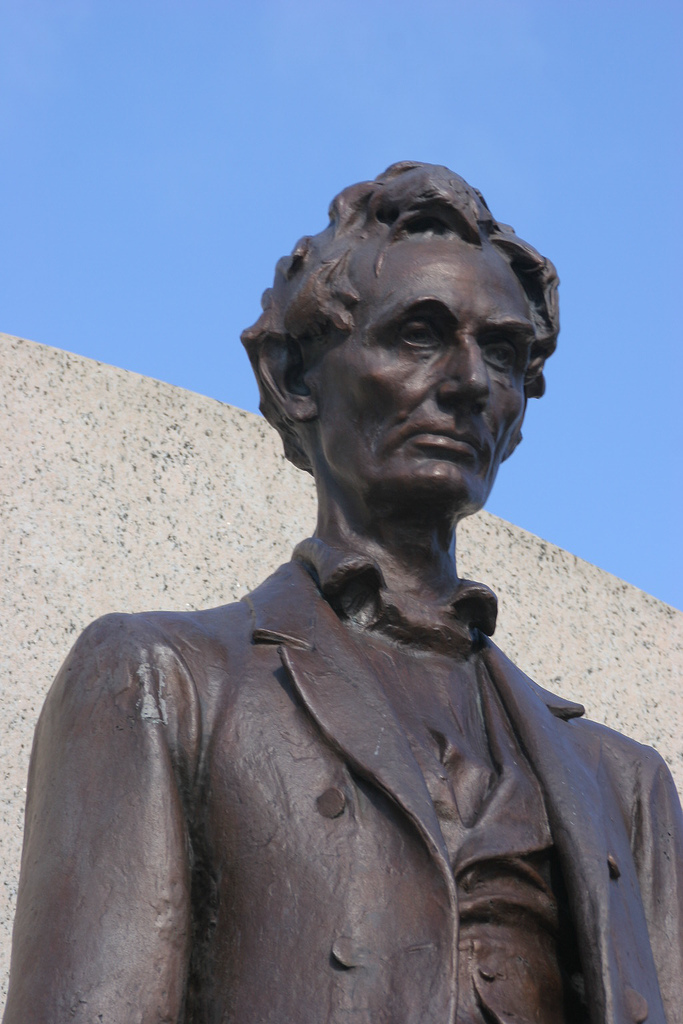
جزء من تمثال لينكولن للفنان أندرو أوكونور في أراضي مبنى الكابيتول في سبرينغفيلد، إلينوي

أُعدت التصاميم داخليًا في قسم النقش في دار سك العملة في فيلادلفيا. صمم الوجه الأمامي، الذي يصور أبراهام لينكولن، بواسطة كبير النقاشين جورج تي مورجان. عمل النقاش الرئيسي على صورة تمثال لينكولن الذي صممه أندرو أوكونور وكُشف عنه في سبرينغفيلد (المدينة التي عاش فيها لينكولن طوال معظم حياته البالغة) في أغسطس 1918. يظهر لينكولن بدون لحية، كما كان عندما كان يعيش في إلينوي قبل انتخابه رئيسًا في عام 1860. اختياره ليكون على العملة باعتباره المقيم الأكثر شهرة في إلينوي. يحتوي الوجه أيضًا على شعارات الحرية وفي الله نثق، بالإضافة إلى نقش يشير إلى الذكرى المئوية.
صمم الوجه الخلفي بواسطة النقاش المساعد الذي سيخلف مورغان عند وفاته في عام 1925، جون ر. سينوك. إنه اقتباس من ختم إلينوي ، نسر يقف على تلة صخرية، مع شروق الشمس خلفه. يحمل الطائر في منقاره مخطوطة تحمل شعار ولاية إلينوي، سيادة الولاية، الاتحاد الوطني، يمسك بالدرع الفيدرالي. ويظهر غصن زيتون، ولكن من دون أي أسهم تمثل الحرب، على الرغم من أن هذه الرموز غالبًا ما تظهر على العملات المعدنية الأمريكية. اقترح أنتوني سوياتيك ووالتر برين أن "وجودهم على عملة معدنية مصممة خلال الأشهر الأخيرة من الحرب العالمية الأولى ربما كان يعتبر خامًا بعض الشيء". يحمل الوجه الخلفي أيضًا النقوش، الولايات المتحدة الأمريكية، E PLURIBUS UNUM (الشعار الوطني، ويعني "من بين العديد، واحد") ونصف دولار.

يعتمد الوجه الخلفي للعملة على ختم إلينوي.

رفض السكرتير ماكادو في البداية الطلبات المقدمة. كتبت مديرة دار سك العملة بالإنابة ماري إم. أوريلي إلى مدير دار سك العملة في فيلادلفيا آدم إم. جويس في 24 يونيو 1918، لنقل مخاوف وزير الخزانة. أصدر ماكادو "توجيهًا محددًا" بحذف شعار ولاية إلينوي من المخطوطة الموجودة في منقار النسر على الجانب الخلفي، واستبداله بالشعار الوطني. أُمر جويس باتباع أحكام قانون سك العملة لعام 1873 الذي ينص على أن يكون على أحد الجانبين كلمة الحرية، تصميم يرمز إليها، وسنة الضرب، مع وجود نسر على الجانب الآخر يحمل اسم الدولة وفئة العملة. على الرغم من أمر ماكادو، احتفظ بالنقش الإلينوي على اللفافة. في كتابه عن الاحتفالات التذكارية، توقع دون تاكساي أن لجنة الذكرى المئوية لولاية إلينوي هي التي أصرت على هذا الأمر.

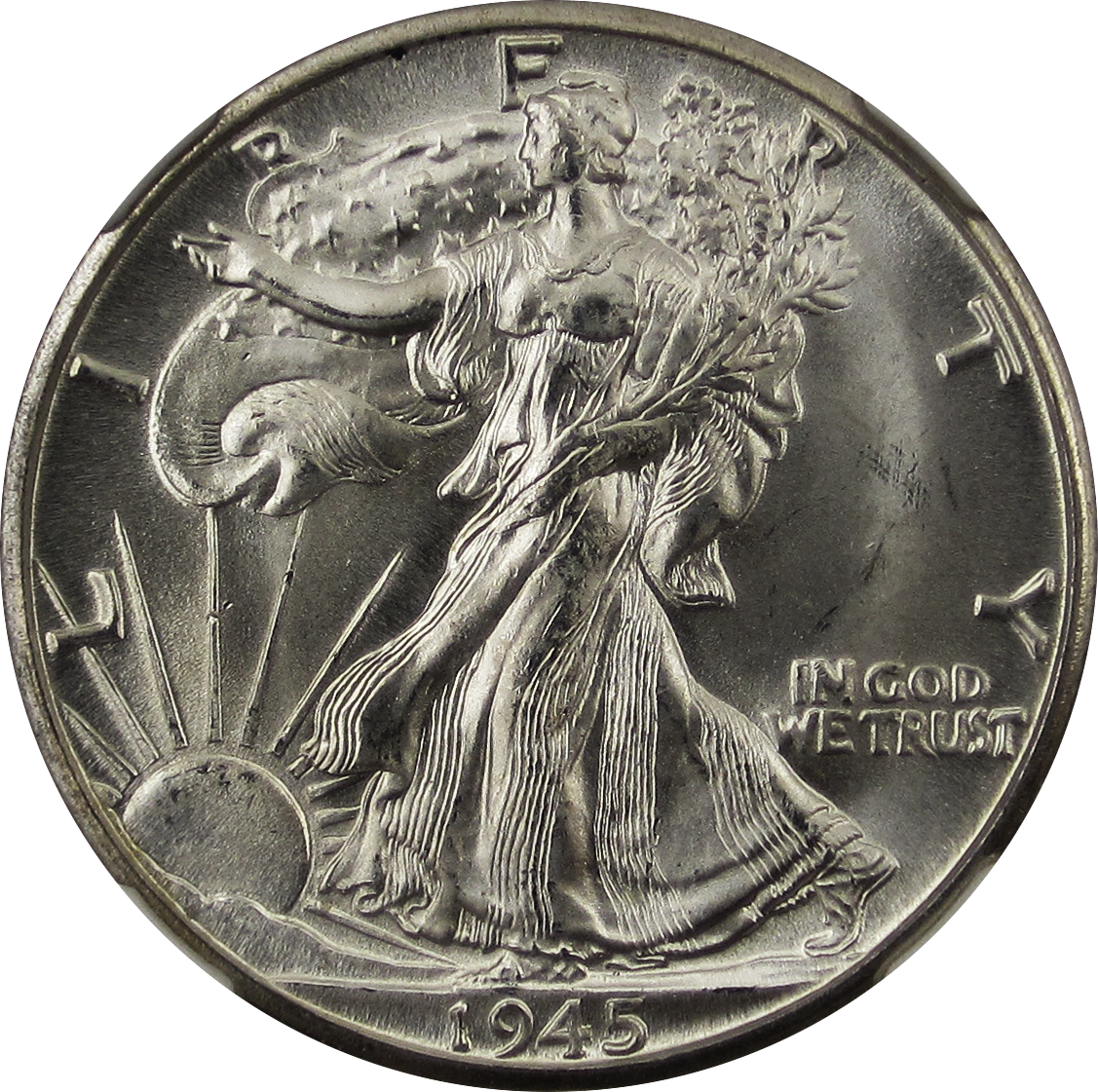
اعتبر كورنيليوس فيرمول أن استخدام الشمس على عملة إلينوي يذكرنا بأعمال مثل نصف دولار Walking Liberty (صدر لأول مرة عام 1916).

أشاد المعلقون في وقت لاحق بهذه العملة. اعتبر تاكساي الوجه "بلا شك أروع عمل أنجزه مورغان على الإطلاق خلال عمله في دار السك لمدة ثمانية وأربعين عامًا. فالرأس ليس مرسومًا بدقة فحسب، بل يحمل في طياته عمقًا في المشاعر، وتأملًا عميقًا يكاد يجعل المشاهد يشعر وكأنه يتطفل على هذا الرجل العظيم." أعجب كتّاب العملات التذكارية، ومنهم أرلي سلابو وديفيد إم. بولووا، بقطعة إلينوي. س. اعتبر ديفيد باورز أن الوجه الخلفي لعملة سينوك هو "أفضل عمل قام به على الإطلاق لعملة قانونية"، ولم يستثنِ ذلك عملة العشرة سنتات من عهد روزفلت (1946) ونصف دولار من عهد فرانكلين (1948، بعد وفاته). لاحظ باورز أن حدود جانبي العملة تتكون من حبات وحبيبات، "بديل جذاب للأسنان".
كتب مؤرخ الفن كورنيليوس فيرمول، في كتابه الصادر عام 1971 عن فن العملات والميداليات الأمريكية، أن "تفسير مورغان نجح في التقاط اللدونة المتواصلة لتمثال نصفي [أوكونور]، وهو مؤشر آخر على فوائد النماذج الضخمة الجيدة في النحت لتصميم العملات". أشار إلى وجه سينوك الخلفي قائلاً: "إنّ شعاع الشمس الصغير على اليمين يُشبه إلى حد كبير تطورات روتي-سانت-جودنز-واينمان خارج دار سك فيلادلفيا في الذوق والتصوير النقدي الأمريكي في الجيل الذي تلا عام 1900. يُمكن وصف تصميم سينوك بأنه تقليدي، لكنّ هالة العملة بأكملها تعكس الفن الأمريكي بعد الحرب الأهلية، وربما يكون هذا مناسبًا تمامًا للعملة التذكارية الوحيدة [قبل عام 1954] التي تُخلّد ذكرى أبراهام لينكولن."

## الإنتاج، التوزيع، والتجميع
سيُعفى سكان إلينوي إن شعروا بقليل من الخجل تجاه نصف دولار إلينوي المئوي. فإلى جانب كونه قطعة نقدية أنيقة، فهو أول عملة من فئته تُصدرها الحكومة. لم تُصدر أيٌّ من عملاتنا التذكارية السابقة لإحياء ذكرى مناسبة أو حدث أو مهمة كانت محصورة بالكامل بحدود ولاية واحدة. إنها عملة إلينوي بكل وضوح.
فرانك جي. دافيلد، محرر مجلة "ذا نوميسماتيست"، في مؤتمر الجمعية الأمريكية لعلم العملات عام 1918 في فيلادلفيا.
سك ما مجموعه 100,058 نصف دولار من عملة إلينوي المئوية في دار سك العملة في فيلادلفيا خلال شهر أغسطس عام 1918، مع الاحتفاظ بالزيادة عن الرقم الدائري للفحص والاختبار في اجتماع لجنة التحليل السنوي عام 1919. لم تكن هناك تغليف رسمي؛ واستخدم القليل منها في الشارات الخاصة بلجنة الذكرى المئوية لإلينوي. ولم يعلن عن هذه العملات المعدنية بشكل كبير خارج إلينوي. وزعتها اللجنة المئوية، بالقيمة الاسمية، على الشركات التابعة لها في المقاطعات بما يتناسب مع حصتها من سكان إلينوي، بشرط بيعها بسعر أعلى للمساعدة في دفع تكاليف الاحتفالات المحلية، وإذا عقد واحدة بالفعل، لإغاثة الحرب.
كما بيعت العملات المعدنية من قِبل غرفة تجارة سبرينغفيلد بسعر 1 دولار لكل منها، على الرغم من أن بعضها بيع في النهاية بسعر أقل: اشترى تاجر العملات المعدنية في تكساس بي ماكس ميل عدة آلاف منها بأكثر من قيمتها الاسمية. احتفظ أحد البنوك المحلية بـ 30 ألف ورقة نقدية منها لمدة 15 عامًا، ثم باعها خلال عطلة البنك في عام 1933 مقابل زيادة طفيفة على قيمتها الاسمية. أدى هذا إلى إغراق السوق مؤقتًا، واستيعابها خلال طفرة العملات التذكارية الأولى في عام 1936، على الرغم من أن السعر لم يرتفع بعد ذلك عن 1.25 دولارًا الذي بيعت به منذ عام 1925 تقريبًا. في ذروة طفرة العملات التذكارية الثانية في عام 1980، بيعت العينات غير المتداولة بحوالي 300 دولار. تُدرج طبعة دليل RS Yeoman 's A Guide Book of United States Coins المنشورة في عام 2017 العملة المعدنية بسعر يتراوح بين 130 دولارًا و685 دولارًا، اعتمادًا على الحالة. بيعت عينة استثنائية في مزاد عام 2014 مقابل 7040 دولارًا.